# علي أكبر قوام الملك
علي أكبر قوام الملك الشيرازي (بالفارسية: علی‌اکبر قوام‌الملک شیرازی) (1788 - 1865) كان رجل دولة وسياسيًا في الدولة القاجارية تولى منصب عمدة شيراز لفترة استمرت لما يقارب خمسين عامًا، ثم تولى أمانة العتبة الرضوية المقدسة حتى وفاته. وكان راعيًا عظيمًا للفنون وتحت إمرته أقيمت أكثر المباني شهرة في شيراز.